# Charles Terence Clegg Wall
Charles Terence Clegg »Terry« Wall, angleški matematik, * 14. december 1936, Bristol.
Wall je bil med letoma 1978 in 1980 predsednik Londonske matematične družbe.